# Венчурна група
Венчурна група(англ. vencure — ризик) — незалежна група фахівців високої кваліфікації, що створюється спеціально для реалізації певного проекту, оригінальної ідеї, нового товару чи послуги. 

## Функціонування
Венчури виокремлюються з організації на час розробки проекту, як правило, до двох років. На цей час венчурний підрозділ отримує багато прав та ресурсів, а його розпорядження стають обов’язковими для виконання іншими підрозділами фірми. На цей час венчурний підрозділ отримує багато прав та ресурсів: організаційних, управлінських, фінансових і юридичних прав. Добір учасників часто відбувається на добровільних засадах, венчурам дозволяється вкладати власні кошти у реалізований ними проект. Після закінчення проекту венчурна група припиняє своє існування.